# Mar

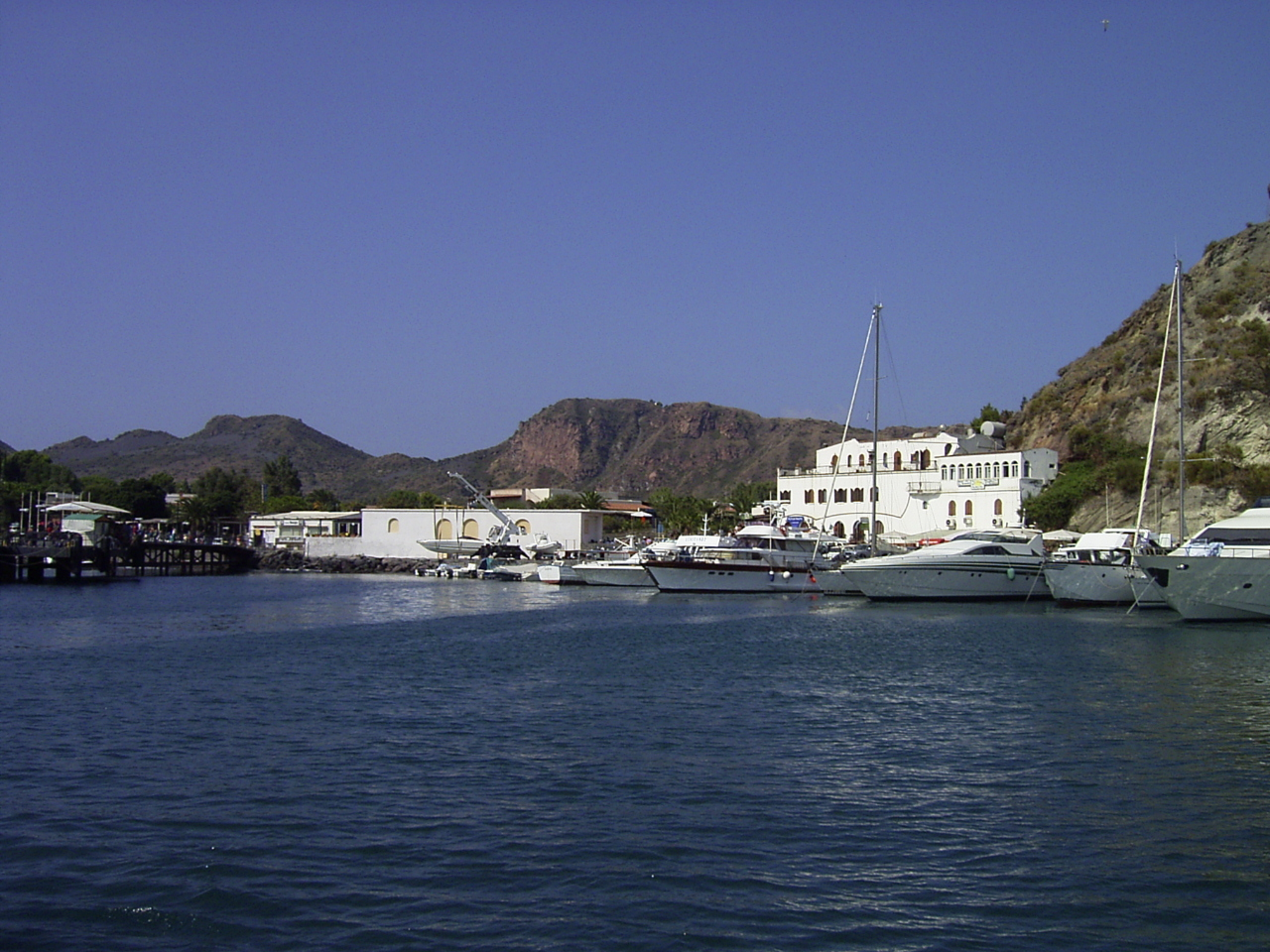
La mar Tirrena a Vulcano, una de les illes Eòlies

La mar o el mar és una massa d'aigua salada (coneguda com a aigua de mar) que cobreix una gran part de la superfície de la Terra. Les grans masses d'aigua que separen els continents s'anomenen oceans, mentre que les divisions d'aquests oceans més o menys tancades per parts dels continents o per illes i arxipèlags són conegudes simplement com a mars, les quals alhora se subdivideixen en masses d'aigua més petites anomenades golfs i badies i es connecten a través d'estrets. També s'anomenen mars els grans llacs interiors, habitualment salats, que no desguassen enlloc, com ara la mar d'Aral.

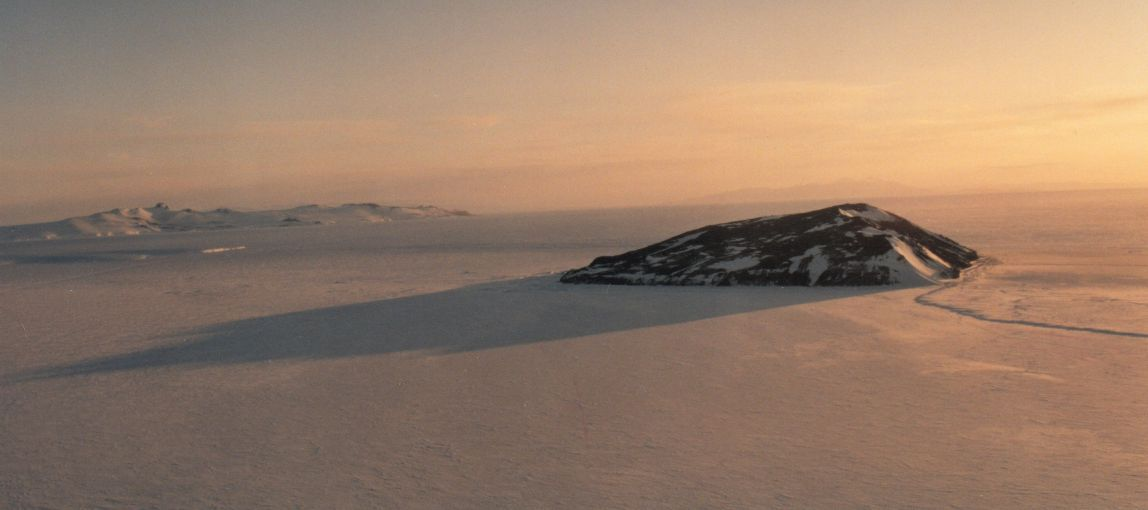
L'illa de Tent enmig de les aigües glaçades de la mar de Ross, a l'Antàrtida

Segons el grau de tancament de les mars, aquestes es divideixen en:
- mars costaneres, parcialment tancades per illes, arxipèlags o penínsules i en què els corrents són causats pels vents marins, com la mar del Nord o la mar del Japó;
- mars continentals, més tancades i amb un intercanvi d'aigua amb l'oceà limitat, en què els corrents són deguts a diferències de salinitat i temperatura més que no pas a la força del vent, com és el cas de la mar Mediterrània o la mar Roja;
- mars interiors o tancades, totalment voltades de terra, que poden rebre o no aigua dolça a través de diversos emissaris però no arriben a desguassar a l'oceà, com ara la mar Càspia o la mar Morta.

L'autoritat mundial que defineix els límits de mars i oceans és l'Organització Hidrogràfica Internacional (OHI), el document vigent de la qual és la publicació especial S-23, Límits d'oceans i mars Arxivat 2008-12-30 a Wayback Machine. (en anglès), 3a edició, 1953. La segona edició fou la del 1937, i la primera era del 1928. El 1986 se'n va publicar una quarta edició, però a causa de diverses disputes nominals encara no ha estat ratificada.
El Dia Marítim Mundial, acordat per l'Assemblea General de les Nacions Unides, se celebra el quart dijous de setembre de cada any.
Pescadors i navegants, corallers, mestres d'aixa i calafats, mestres velers, corders, xarxaires, peixaters, estibadors i amarradors, pilots, faroners, armadors, gent de mar. Tots ells es guanyen la vida al mar.

## Mars i oceans
La definició comparativa de mar com una «extensió d'aigua salada menor que l'oceà» estableix una classificació de les extensions d'aigua salada en què els oceans serien les grans extensions i vindrien després, amb diferents mides, les mars. Les mars es diferencien principalment pel contacte amb l'oceà, i poden ser obertes o tancades: 
- si està circumdat quasi totalment per terra, com la mar Negra, es parla de mar continental,
- si és molt oberta, com la Mar de la Xina Oriental, es parla de mar litoral.

La distinció entre mar i oceà obeeix a diverses causes, sobretot quan es parla de mars obertes en què sol distingir-atenent a la situació geogràfica, generalment enclavada entre dues masses terrestres o, de vegades, les menys, a la posició de la plataforma continental. Alguns exemples d'això són:
- El de la mar del canal de la Mànega que comunica amb l'oceà Atlàntic per la mar Cèltica, però es distingeix per la seva posició entre la costa sud d'Anglaterra i la costa nord de França.
- La mar Mediterrània, que comunica amb l'oceà Atlàntic per l'estret de Gibraltar i es distingeix clarament per estar enclavat entre Europa, Àsia i Àfrica, al punt de què té unes condicions marítimes molt diferents (diferents temperatures, diferent fauna i flora, i marees de diferent amplitud).
- Una altra mar oberta, en aquest cas la dels Sargassos, es distingeix de l'oceà Atlàntic de forma totalment arbitrària amb la seva acumulació d'algues al llarg de la Florida.

La màxima autoritat internacional en matèria de delimitació de mars és el «International Hydrographic Organization» (IHO), sent la referència mundial seva publicació «Limits of oceans and seas» (Límits d'oceans i mars) (3a edició de 1953). Aquesta publicació no estableix diferències entre oceans i mars, sinó que es limita a enumerar tots els oceans i mars del món, assignant un nombre, arribant fins al 66, encara que com utilitza a vegades números amb lletra, en realitat són 73. Són un total de 6 oceans (l'Atlàntic i el Pacífic estan dividits cada un en dos parts, Nord i Sud) i 67 mars, d'ells dos dividits en dos conques, la mar Mediterrània i la mar de la Xina.
Algunes mars tenen mars interiors (que es numeren amb una lletra minúscula) com la Bàltica (3), la Mediterrània (8) i l'Arxipèlag de l'Índia Oriental (13). La publicació considera a més oceans i mars, golfs, badies, canals i estrets, i moltes vegades, no resulta molt clar quin és el criteri utilitzat, ja que a vegades és el simple ús des de temps passats.

### Mar i llac
Algunes masses d'aigua anomenades "mars" realment no ho són pas, i en canvi n'hi ha d'altres que sí que ho són però no són conegudes com a tals pel que fa al nom. Vet aquí una mostra d'alguns d'aquests noms equívocs:
- La mar de Galilea és un petit llac d'aigua dolça que desguassa a la mar Morta a través del Jordà. Actualment és més coneguda com a "llac de Tiberíades" o "llac Kinneret", com se'n diu als moderns mapes d'Israel, però la denominació bíblica encara és àmpliament utilitzada arreu.
- La "mar de Cortés", o de "Cortez", és més coneguda habitualment com a "golf de Califòrnia".
- El golf Pèrsic és en realitat una mar.
- La mar Morta, de fet, és un llac.

## Llista de mars
Aquesta taula recull tots els mars del món que l'Organització Hidrogràfica Internacional («International Hydrographic Organization», IHO), a la seva publicació Limits of oceans and seas (3a edició de 1953)] recull com a tals. En aquesta publicació tots els mars i oceans tenen un número d'identificació així com una precisa descripció dels seus límits. Alguns criteris resulten antics, com la no existencia de l'oceà Antàrtic i els seus mars, però està pendent d'una actualització que es troba aturada per discrepàncies en la determinació de límits.
| Núm.  | Localització                                           | Mar                                       | Oceà |
| ----- | ------------------------------------------------------ | ----------------------------------------- | ---- |
| 01.   | 59° 30′ N, 23° 0′ E / 59.500°N,23.000°E                | Mar Bàltica                               | ATL  |
| 01.a  | → 62° 09′ 18″ N, 19° 30′ 01″ E / 62.15500°N,19.50028°E | Golf de Bòtnia                            | ATL  |
| 01.b  | → 59° 53′ N, 26° 06′ E / 59.883°N,26.100°E             | Golf de Finlàndia                         | ATL  |
| 01.c  | → 57° 37′ 32″ N, 23° 35′ 05″ E / 57.62556°N,23.58472°E | Golf de Riga                              | ATL  |
| 02.   | 56° 55′ 42″ N, 11° 25′ 41″ E / 56.92833°N,11.42806°E   | Kattegat, Øresund i Belts                 | ATL  |
| 03.   | 57° 50′ 50″ N, 9° 04′ 23″ E / 57.84722°N,9.07306°E     | Estret de Skagerrak                       | ATL  |
| 04.   | 56° N, 03° E / 56°N,3°E                                | Mar del Nord                              | ATL  |
| 05.   | 76° N, 8° O / 76°N,8°O                                 | Mar de Groenlàndia                        | ATL  |
| 06.   | 69° 00′ N, 0° 01′ E / 69.000°N,0.017°E                 | Mar de Noruega                            | ATL  |
| 07.   | 75° N, 40° E / 75°N,40°E                               | Mar de Barentsz                           | ART  |
| 08.   | 65° 39′ 17″ N, 36° 51′ 15″ E / 65.65472°N,36.85417°E   | Mar Blanca                                | ART  |
| 09.   | 74° 49′ 55″ N, 71° 18′ 43″ E / 74.83194°N,71.31194°E   | Mar de Kara                               | ART  |
| 10.   | 75° 25′ 04″ N, 125° 44′ 25″ E / 75.41778°N,125.74028°E | Mar de Làptev                             | ART  |
| 11.   | 72° 17′ 10″ N, 164° 09′ 49″ E / 72.28611°N,164.16361°E | Mar de la Sibèria Oriental                | ART  |
| 12.   | 69° 41′ 19″ N, 171° 27′ 19″ O / 69.68861°N,171.45528°O | Mar dels Txuktxis                         | ART  |
| 13.   | 72° 01′ 40″ N, 137° 02′ 30″ O / 72.02778°N,137.04167°O | Mar de Beaufort                           | ART  |
| 14.   | Localització del pas del Nord-oest                     | Pas del Nord-oest                         | ART  |
| 14.A  | → 73° 24′ 30″ N, 68° 07′ 52″ O / 73.40833°N,68.13111°O | Badia de Baffin                           | ATL  |
| 15.   | 67° 00′ 38″ N, 058° 001′ 44″ O / 67.01056°N,58.02889°O | Estret de Davis                           | ART  |
| 15.A  | → 61° N, 56° O / 61°N,56°O                             | Mar del Labrador                          | ART  |
| 16.   | 60° N, 85° O / 60°N,85°O                               | Badia de Hudson                           | ART  |
| 16.A  | → 62° 29′ 36″ N, 71° 57′ 43″ O / 62.49333°N,71.96194°O | Estret de Hudson                          | ART  |
| 17.   | 90° N, 0° E / 90°N,0°E                                 | Oceà Àrtic                                | ART  |
| 17.A  | → 83° 17′ 37″ N, 57° 08′ 02″ O / 83.29361°N,57.13389°O | Mar de Lincoln                            | ART  |
| 18.   | 56° 48′ N, 6° 48′ O / 56.800°N,6.800°O                 | Mars interiors de la costa oest d'Escòcia | ATL  |
| 19.   | 53° 43′ 18″ N, 5° 10′ 38″ O / 53.72167°N,5.17722°O     | Mar d'Irlanda i canal de Sant Jordi       | ATL  |
| 20.   | 51° 18′ N, 3° 37′ O / 51.300°N,3.617°O                 | Canal de Bristol                          | ATL  |
| 21.   | 50° 11′ 01″ N, 0° 31′ 52″ O / 50.18361°N,0.53111°O     | Canal de la Mànega                        | ATL  |
| 22.   | 45° 05′ 27″ N, 3° 54′ 27″ O / 45.09083°N,3.90750°O     | Mar Cantàbrica o golf de Biscaia          | ATL  |
| 23.   | 0° N, 30° O / 0°N,30°O                                 | Oceà Atlàntic nord                        | ATL  |
| 24.   | 48° 0′ N, 61° 30′ O / 48.000°N,61.500°O                | Golf de Sant Llorenç                      | ATL  |
| 25.   | 45° 00′ N, 65° 48′ O / 45.000°N,65.800°O               | Badia de Fundy                            | ATL  |
| 26.   | 25° 22′ 07″ N, 90° 23′ 26″ O / 25.36861°N,90.39056°O   | Golf de Mèxic                             | ATL  |
| 27.   | 14° 31′ 32″ N, 75° 49′ 06″ O / 14.52556°N,75.81833°O   | Mar Carib                                 | ATL  |
| 28.   | 35° N, 18° E / 35°N,18°E                               | Mar Mediterrània                          | ATL  |
| 28.A  | →                                                      | Conca occidental de la mar Mediterrània   | ATL  |
| 28.B  | →                                                      | Conca oriental de la mar Mediterrània     | ATL  |
| 28.Aa | → 35° 58′ 18″ N, 5° 29′ 09″ O / 35.97167°N,5.48583°O   | Estret de Gibraltar                       | ATL  |
| 28.Ab | → 36° 0′ N, 3° 0′ O / 36.000°N,3.000°O                 | Mar d'Alboran                             | ATL  |
| 28.Ac | → 40° 0′ N, 1° 30′ E / 40.000°N,1.500°E                | Mar Balear                                | ATL  |
| 28.Ad | → 43° 29′ 54″ N, 9° 02′ 30″ E / 43.49833°N,9.04167°E   | Mar Lígur                                 | ATL  |
| 28.Ae | → 39° 31′ 22″ N, 13° 21′ 12″ E / 39.52278°N,13.35333°E | Mar Tirrena                               | ATL  |
| 28.Af | → 38° 06′ 04″ N, 18° 17′ 41″ E / 38.10111°N,18.29472°E | Mar Jònica                                | ATL  |
| 28.Ag | → 43° N, 15° E / 43°N,15°E                             | Mar Adriàtica                             | ATL  |
| 28.Bh | → 39° 15′ 34″ N, 24° 57′ 09″ E / 39.25944°N,24.95250°E | Mar Egea                                  | ATL  |
| 29.   | 40° 43′ 21″ N, 28° 13′ 29″ E / 40.72250°N,28.22472°E   | Mar de Màrmara                            | ATL  |
| 30.   | 43° 30′ N, 34° 30′ E / 43.5°N,34.5°E                   | Mar Negra                                 | ATL  |
| 31.   | 46° N, 37° E / 46°N,37°E                               | Mar d'Azov                                | ATL  |
| 32.   | Localització de l'oceà Atlàntic                        | Oceà Atlàntic sud                         | ATL  |
| 33.   | 34° 30′ S, 58° 10′ O / 34.500°S,58.167°O               | Riu de la Plata                           | ATL  |
| 34.   | 1° 0′ N, 4° 0′ E / 1.000°N,4.000°E                     | Golf de Guinea                            | ATL  |

| Núm. | Localització                                | Mar                                                             | Oceà |
| ---- | ------------------------------------------- | --------------------------------------------------------------- | ---- |
| 35.  | Localització del golf de Suez               | Golf de Suez                                                    | IND  |
| 36.  | Localització del golf d'Aqaba               | Golf d'Aqaba                                                    | IND  |
| 37.  | Localització de la mar Roja                 | Mar Roja                                                        | IND  |
| 38.  | Localització del golf d'Aden                | Golf d'Aden                                                     | IND  |
| 39.  | Localització de la mar d'Aràbia             | Mar d'Aràbia                                                    | IND  |
| 40.  | Localització del golf d'Oman                | Golf d'Oman                                                     | IND  |
| 41.  | Localització del golf Pèrsic                | Golf Pèrsic                                                     | IND  |
| 42.  |                                             | Mar de les Lacadives                                            | IND  |
| 43.  | Localització del golf de Bengala            | Golf de Bengala                                                 | IND  |
| 44.  | Localització de la mar d'Andaman            | Mar d'Andaman                                                   | IND  |
| 45.  | Localització de l'oceà Índic                | Oceà Índic                                                      | IND  |
| 45.A | →                                           | Canal de Moçambic                                               | IND  |
| 46.a | →                                           | Estret de Malaca                                                | IND  |
| 46.b | →                                           | Estret de Singapur                                              | IND  |
| 47.  | Localització del golf de Siam               | Golf de Siam o de Tailàndia                                     | IND  |
| 48.  | Localització del mar d'Indonèsia            | Mar d'Indonèsia                                                 | IND  |
| 48.a | →                                           | Mar de Sulu                                                     | IND  |
| 48.b | →                                           | Mar de Cèlebes                                                  | PAC  |
| 48.c | →                                           | Mar de les Moluques                                             | PAC  |
| 48.d | →                                           | Golf de Tomini                                                  | PAC  |
| 48.e | →                                           | Mar de Halmahera                                                | PAC  |
| 48.f | →                                           | Mar de Seram                                                    | PAC  |
| 48.g | →                                           | Mar de Banda                                                    | PAC  |
| 48.h | →                                           | Mar d'Arafura                                                   | PAC  |
| 48.i | →                                           | Mar de Timor                                                    | PAC  |
| 48.j | →                                           | Mar de Flores                                                   | PAC  |
| 48.l | →                                           | Mar de Bali                                                     | PAC  |
| 48.n | →                                           | Mar de Java                                                     | PAC  |
| 48.o | →                                           | Mar de Savu                                                     | PAC  |
| 49.  | Localització de la mar de la Xina Meridiona | Mar de la Xina Meridional (Nan Hai)                             | PAC  |
| 50.  | Localització de la mar de la Xina Oriental  | Mar de la Xina Oriental (Tung Hai)                              | PAC  |
| 51.  | Localització de la mar Groga                | Mar Groga (Hwang Hai)                                           | PAC  |
| 52.  | Localització de la mar del Japó             | Mar del Japó                                                    | PAC  |
| 53.  | Localització de la mar Interior de Seto     | Mar Interior de Seto                                            | PAC  |
| 54.  | Localització de la mar d'Okhotsk            | Mar d'Okhotsk                                                   | PAC  |
| 55.  | Localització de la mar de Bering            | Mar de Bering                                                   | PAC  |
| 56.  | Localització de la mar de les Filipines     | Mar de les Filipines                                            | PAC  |
| 57.  | Localització de l'oceà Pacífic              | Oceà Pacífic Nord                                               | PAC  |
| 58.  | Localització del golf d'Alaska              | Golf d'Alaska                                                   | PAC  |
| 59.  | -                                           | Aigües costaneres del sud-oest d'Alaska i la Colúmbia Britànica | PAC  |
| 60.  | Localització del                            | Golf de Califòrnia                                              | PAC  |
| 61.  | Localització de l'oceà Pacífic              | Oceà Pacífic Sud                                                | PAC  |
| 62.  | Localització de la gran Badia Australiana   | Gran Badia Australiana                                          | PAC  |
| 62.A | →                                           | Estret de Bass                                                  | PAC  |
| 63.  | Localització de la mar de Tasmània          | Mar de Tasmània                                                 | PAC  |
| 64.  | Localització de la mar del Corall           | Mar del Corall                                                  | PAC  |
| 65.  | Localització de la mar de Salomó            | Mar de Salomó                                                   | PAC  |
| 66.  | Localització de la mar de Bismarck          | Mar de Bismarck                                                 | PAC  |

| Localització de la mar Cèltica    | Mar Cèltica      | Localització de la mar de Petxora        | Mar de Petxora                                                                    | Localització de la mar de Bohai  | Bohai                        |
| Localització del golf de Hammamet | Golf de Hammamet | Localització de la mar Egea              | Mar de Creta (mar Egea)                                                           | Localització del golf de Gabès   | Golf de Gabès                |
| Localització de la mar de Sibuyan | Mar de Sibuyan   |                                          | Mar dels Sargassos                                                                | Localització del mar de Wadden   | Mar de Wadden (mar del Nord) |
| Localització de l'oceà Antàrtic   | Oceà Antàrtic    | Localització del mars de l'oceà Antàrtic | Mar d'Amundsen, mar de Ross, mar de Weddell, mar de Davis i mar de Bellingshausen | Localització de la mar de Scotia | Mar de Scotia                |
| Localització de la mar Càspia     | Mar Càspia       | Localització de la mar d'Aral            | Mar d'Aral                                                                        | Localització de la mar Morta     | Mar Morta                    |

## Llista dels mars per superfície
| Nº | Nom                       | Superfície (mi²) | Superfície (km²) |
| -- | ------------------------- | ---------------- | ---------------- |
| 1  | Mar de les Filipines      | 2.000.000        | 5.177.762        |
| 2  | Mar del Corall            | 1.850.000        | 4.791.000        |
| 3  | Mar d'Aràbia              | 1.491.130        | 3.862.000        |
| 4  | Mar de la Xina Meridional | 1.351.936        | 3.500.000        |
| 5  | Mar de Weddell            | 1.081.548        | 2.800.000        |
| 6  | Mar Carib                 | 1.063.000        | 2.754.000        |
| 7  | Mar Mediterrània          | 965.000          | 2.500.000        |
| 8  | Mar de Tasmània           | 900.000          | 2.330.000        |
| 9  | Mar de Bering             | 873.000          | 2.260.100        |
| 10 | Golf de Bengala           | 838.970          | 2.172.000        |

## Estats de la mar
Amb relació a les dimensions de les onades i als obstacles que representen per a la navegació, s'han determinat diversos graus dels estats de la mar segons l'escala Douglas, amb denominacions específiques.
- Grau 0: mar plana, mar calma o mar bonança, sense onades.
- Grau 1: mar arrissada, amb onades de menys de 0,1 m.
- Grau 2: marejol, amb onades que oscil·len entre els 0,1 i els 0,5 m.
- Grau 3: maror, amb onades que oscil·len entre els 0,5 i els 1,25 m.
- Grau 4: forta maror, amb onades que oscil·len entre els 1,25 i els 2,5 m.
- Grau 5: maregassa o mar grossa, amb onades que oscil·len entre els 2,5 i els 4 m.
- Grau 6: mar brava, amb onades que oscil·len entre els 4 i els 6 m.
- Grau 7: mar desfeta o mar de capa, amb onades que oscil·len entre els 6 i els 9 m.
- Grau 8: mar molt alta, amb onades que oscil·len entre els 9 i els 14 m.
- Grau 9: mar enorme, amb onades de més de 14 m.

## Mars extraterrestres

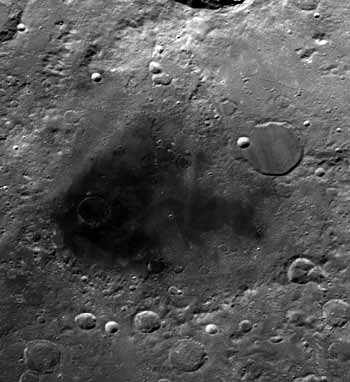
Mare Humboldtianum, a la Lluna

Les mars lunars són extenses planes basàltiques de la Lluna que els primers astrònoms van confondre amb masses d'aigua, que van batejar com a "mars".
A la superfície de Mart, es creu que en un passat llunyà hi podia haver existit aigua en forma líquida i que les diverses conques marcianes actuals serien fons marins secs. La més gran és l'anomenada Vastitas Borealis, i n'hi ha d'altres com l'Hellas Planitia i l'Argyre Planitia.
També se suposa la presència d'aigua corrent sota la superfície de diverses llunes, sobretot a Europa.
A la superfície de Tità també es creu que hi ha hidrocarburs en forma líquida, tot i que en aquest cas seria més adequat parlar de "llacs" que no pas de "mars".

## La mar a la mitologia
Les mitologies tenien explicacions per a l'origen de la mar com a part de la creació del món, i sovint un dels déus principals regnava sobre la mar. Així, per exemple, Posidó era el déu grec de la mar, Olorun el dels panteons sud-africans, els xinesos tenien quatre déus dracs (cadascú encarregat d'un oceà), Nun s'encarregava de les aigües primordials per als egipcis... Molts pescadors s'encomanaven a sants o genis locals per demanar protecció davant la mar.
A la literatura, el mar ha estat sinònim sovint de la mort, sigui pels monstres marins sorgits de la mitologia, per analogia de la metàfora del riu com la vida (que acaba en desembocar en el mar) o per la quantitat de referències aquàtiques en escatologia (la llacuna Estígia o el riu de la mort egipci, per exemple).